# Champagnac-la-Prune
Champagnac-la-Prune är en kommun i departementet Corrèze i regionen Nouvelle-Aquitaine i de centrala delarna av Frankrike. Kommunen ligger  i kantonen La Roche-Canillac som tillhör arrondissementet Tulle. År 2022 hade Champagnac-la-Prune 150 invånare.

## Befolkningsutveckling
Antalet invånare i kommunen Champagnac-la-Prune
Referens:INSEE